# Festuca carnuntina
Festuca carnuntina là một loài thực vật có hoa trong họ Hòa thảo. Loài này được R.Tracey mô tả khoa học đầu tiên năm 1977.